# Le Bal de Sceaux
Le Bal de Sceaux est une nouvelle d’Honoré de Balzac parue en 1830. C'est la cinquième œuvre de l'écrivain et le plus ancien texte de La Comédie humaine où elle fait partie des Scènes de la vie privée.

## Historique
La première édition de ce bref roman paraît en 1830 chez Mame et Delaunay-Vallée dans les Scènes de la vie privée. Puis en 1835 chez Madame Charles-Béchet, ensuite en 1839 aux éditions Charpentier et en 1842, dans le premier tome de l’édition Furne de La Comédie humaine.

## Résumé
Après avoir refusé avec hauteur nombre de prétendants sous prétexte qu’ils ne sont pas pairs de France, la belle et orgueilleuse Émilie de Fontaine tombe amoureuse d’un mystérieux jeune homme  apparu au bal champêtre de Sceaux. Bien que d’allure raffinée et de tournure aristocratique, l’inconnu, nommé Maximilien Longueville, est toujours évasif quant à ses origines familiales et semble ne s’intéresser qu’à sa sœur Clara, jeune fille fragile. Mais il n’est pas insensible à l’attention que lui porte Émilie, et accepte les invitations répétées du comte de Fontaine. Émilie et l’inconnu finissent par être très épris l’un de l’autre. Mais le comte de Fontaine tient à enquêter sur ce Maximilien Longueville dont on ne sait rien.
Il apprend que son adresse, 5, rue du Sentier, est celle de marchands de tissus. De son côté, Émilie découvre par hasard Maximilien derrière un comptoir, simple vendeur d’étoffes dans une boutique au coin de la rue de la Paix. Choquée, la jeune fille ne veut plus entendre parler de lui et en tombe malade quelque temps.
Un soir, lors d'un bal, elle danse avec un secrétaire d'ambassade qui lui apprend être le frère aîné de Maximilien, lui aussi présent à ce bal. Il lui révèle le secret de son jeune frère, qui s'est sacrifié pour veiller à l'entretien de la famille et en particulier de la petite sœur malade, et pour permettre à l'aîné de se lancer dans la carrière diplomatique. Émilie tente une conversation de la dernière chance avec Maximilien, qui lui fait comprendre avoir gardé de leur rupture une blessure inguérissable mais lui annonce qu'il part en voyage en Italie avec la petite Clara. Par défi, Émilie lui lance : « Vous me trouverez mariée au retour, je vous en préviens. »
Elle tient parole, épouse son vieil oncle, le vice-amiral de Kergarouët pour son titre de comte — un mariage blanc, « car il ne croyait pas qu'à l'âge de soixante-douze ans il dût s'embarquer comme pilote sur la Belle Émilie, après avoir déjà fait vingt ans de galères conjugales ».
Pendant ce temps, le père de Maximilien est enfin nommé pair de France. Il meurt, le secrétaire d'ambassade aussi. Maximilien, vicomte de Longueville, hérite de cette dignité. Il est assiégé par les dames de l'aristocratie, mères de filles à marier. Émilie réalise alors combien elle a manqué sa vie.

## Analyse
La trame du récit évoque les fables de Jean de La Fontaine La Fille et Le Héron. On peut supposer une allusion à La Fontaine dans le choix du patronyme d’Émilie.